# EA Graphics Library
EA Graphics Library (EAGL) (рус. Графическая библиотека Electronic Arts) — игровой движок, разработанный для внутреннего использования американской компанией Electronic Arts. Данный игровой движок, подвергаясь постоянным доработкам и усовершенствованиям, используется филиалами EA в таких проектах, как серия автомобильных симуляторов Need for Speed, сериях спортивных симуляторов FIFA, NBA, NHL и других играх.

## Технические характеристики
Точное количество игр, выпущенных на основе данной технологии неизвестно, так же как и информация о различиях между версиями движка. Для отрисовки (рендеринга) изображения в играх на основе этого движка применяется интерфейс программирования приложений (англ. API) DirectX. Поддерживается обработка открытых (англ. outdoor) пространств большого размера (дополнительные оптимизации и доработки для данной функции были осуществлены, главным образом, в Need for Speed: Most Wanted 2005 года, возможна потоковая подгрузка локации по мере передвижения по ней игрока, что позволяет создать иллюзию «бесшовности» мира и сократить общее время, которое требуется для загрузки игры).
Движок EAGL неоднократно дорабатывался для каждой выходящей игры, вводились улучшения в графическую часть (рендерер) и физический движок, была добавлена поддержка многоядерных процессоров, новых игровых консолей и пр.
Ниже приведены технологические параметры движка четвёртой версии (EAGL4), на примере компьютерных игр Need for Speed: Most Wanted (2005) и Need for Speed: Carbon (2006).
Первоначально четвёртая версия движка (EAGL4), на которой работают Need for Speed: Most Wanted и Need for Speed: Carbon, была создана, согласно iXBT.com, для Need for Speed: Hot Pursuit 2 и игровой консоли PlayStation 2, но легко портируемый API и рантайм позволили осуществить перенос на другие платформы.
В сравнении с вариантом движка, который применён в Hot Pursuit 2, для Most Wanted EAGL4 был улучшен, как и улучшался в последующем для Carbon, а позже и других игр серии.
Графический движок поддерживает динамические мягкие тени, использование карт теней (англ. shadow mapping), большое количество пиксельных и вершинных шейдеров, которые используются, например, для различных алгоритмов постфильтрации, в числе которых такие методы, как: motion blur (размытие экрана), distortion (искажения/преломления от капель дождя на ветровом стекле), псевдо-HDR (в самих играх именуется как overbright и представляет собой, вместо полноценного HDR-рендеринга, комбинацию эффекта bloom и нескольких простых эффектов, которые имитируют, например, приспособляемость зрения к сменам освещения), noise (эффект зернистости), visual treatment (фильтрация цветов), а также эффект глубины резкости. Поддерживается применение карт нормалей (англ. normal mapping).
Система частиц отвечает за такие эффекты, как имитация дождя, выхлопа, дыма из-под колес, дыма от факелов, тумана, искр и т. п.
Для реализации отражений на моделях автомобилей используется динамическая карта отражений (англ. specular mapping) (шесть граней куба, обновляющихся со скоростью, заданной в настройках; каждая имеет разрешение 256x256 пикселей). В карту рисуется лишь статическая геометрия. Среднее количество полигонов, отображаемых в кадре (на примере Need for Speed: Most Wanted) при максимальных настройках — 140000-150000.
Need for Speed: Most Wanted и Need for Speed: Carbon, как и некоторые другие игры на этом движке, не имеют поддержки широкоформатных мониторов из меню (тем не менее, сам движок поддерживает данную функцию, для её включения существуют специальные утилиты).

## Игры, использующие EA Graphics Library
Указанный ниже список не является полным.
- 2001 — NHL 2002 (ПК, PlayStation 2, Xbox) (разработка: EA Canada)
- 2002 — NHL 2003 (ПК, GameCube, PlayStation 2, Xbox) (разработка: EA Canada)
- 2002 — FIFA Football 2003 (ПК, GameCube, PlayStation 2, Xbox) (разработка: EA Canada)
- 2002 — Need for Speed: Hot Pursuit 2[2] (ПК, GameCube, PlayStation 2, Xbox) (разработка: EA Bellevue)
- 2002 — James Bond 007: Agent Under Fire[7][К 2] (GameCube, PlayStation 2, Xbox) (разработка: EA Redwood Shores и EA Canada)
- 2002 — James Bond 007: Nightfire (GameCube, PlayStation 2, Xbox) (разработка: Eurocom)
- 2003 — Need for Speed: Underground (ПК, GameCube, PlayStation 2, Xbox) (разработка: EA Black Box
- 2004 — NHL 2005 (ПК, GameCube, PlayStation 2, Xbox) (разработка: EA Black Box)
- 2004 — Need for Speed: Underground 2 (ПК, GameCube, PlayStation 2, Xbox) (разработка: EA Black Box)
- 2004 — James Bond 007: Everything or Nothing (GameCube, PlayStation 2, Xbox) (разработка: EA Redwood Shores и EA Canada)
- 2005 — NHL 06 (ПК, GameCube, PlayStation 2, Xbox) (разработка: EA Black Box)
- 2005 — Need for Speed: Most Wanted (ПК, GameCube, PlayStation 2, Xbox, Xbox 360) (разработка: EA Black Box) (EAGL 4)
- 2006 — NHL 07 (ПК, GameCube, PlayStation 2, Xbox, Xbox 360) (разработка: EA Montreal)
- 2006 — Need for Speed: Carbon (ПК, GameCube, PlayStation 2, PlayStation 3, Xbox, Xbox 360) (разработка: EA Black Box) (EAGL 4)
- 2007 — NHL 08 (ПК, PlayStation 2, PlayStation 3, Xbox, Xbox 360) (разработка: EA Canada)
- 2007 — Need for Speed: ProStreet (ПК, GameCube, PlayStation 2, PlayStation 3, Xbox, Xbox 360) (разработка: EA Black Box) (EAGL 4)
- 2008 — Spore[8] (ПК, Mac OS X) (разработка: Maxis)
- 2010 — Need for Speed: World[К 3][9][10] (ПК) (разработка: EA Black Box и EA Singapore, позднее — Quicklime Games) (модифицированный EAGL3)